# Libyska inbördeskriget
Libyska inbördeskriget (arabiska: الحرب الأهليّة الليبيّة / ALA-LC: al-ḥarb al-ahlīyah  al-lībiyah ) var ett inbördeskrig som pågick mellan 19 mars och 23 oktober 2011. Kriget började, likt flera andra folkliga uppror i arabvärlden våren 2011, med demonstrationer som snabbt utvecklades till ett uppror, inspirerade av den tunisiska jasminrevolutionen och den egyptiska revolutionen 2011. I Libyen hade demonstranterna försett sig med vapen, varpå stridigheter brutit ut och en motståndsorganisation bildats av de demonstrerande massorna. Landet blev de facto uppdelat i två delar efter strider mellan Muammar Gaddafis militära styrkor och det Nationella övergångsrådets stridande enheter. FN fattade beslut om en flygförbudszon och framförde andra krav för att skydda civilbefolkningen. En koalition delvis ledd av Nato upprätthöll flygförbudszonen och attackerade regeringstrupper. I samband med att Gaddafi dödades den 20 oktober 2011 kunde Nationella övergångsrådet tre dagar senare förklara landet "befriat".

## Bakgrund

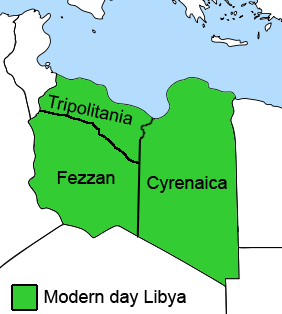
Tre vilajeter i Osmanska riket

Dagens Libyen och det västra grannlandet Tunisien ligger vid Medelhavet på Afrikas norra kust omkring lilla och Stora Syrtenbukterna. Under antiken behärskades kuststräckan, som kallades Libu eller Libya, av fenicier, greker och romare. Stora handelsplatser var Karthago nära dagens Tunis, Tripolis och Kyrene nära dagens Shahhat. Efter Västromerska rikets fall var detta en av de bortre delarna av Bysantinska riket. Det erövrades på 600-talet av araber, som på 1000-talet inledde en mer omfattande kolonisering varvid inhemska stammar började övergå till islam och arabiska språket. Tripolitanien styrdes då från det närbelägna Tunisien, medan Cyrenaika snarast kunde betraktas som ett egyptiskt område. I mitten av 1500-talet erövrades området av turkar och blev en del av Osmanska riket, där dagens Libyen motsvarades av de tre vilajeterna Tripolitanien, Cyrenaika och Fezzan. Under Karamanlidynastin (1711–1835) var området förhållandevis autonomt.
Genom italiensk-turkiska kriget (1911–1912) inleddes Libyens moderna historia. Området bröts loss från Osmanska riket och blev en italiensk koloni. Benito Mussolini var tidigt en motståndare till kolonialismen, men ändrade åsikt efter sitt makttillträde 1922. På 1930-talet gjorde Italien investeringar i landet och många italienare flyttade som kolonister till denna ”Italiens fjärde strand”. Det antika namnet Libyen återupptogs 1934 och det indelades i fyra provinser: Tripoli, Misratah, Benghazi och Darnah. Genom avtal med kolonialmakterna Storbritannien och Frankrike justerades gränserna i söder. Libyen införlivades med Italien 1939.
Under andra världskriget uppstod slitningar mellan östra Libyen som sympatiserade med Storbritannien och Tripoli där Italiens kontroll var starkare. Sanusiya-ordens ledare Idris (1889–1983) sympatiserade med britterna och blev 1951 kung över det självständiga Libyen. Strax innan den barnlöse kungen skulle abdikera till förmån för sin brorson, blev han 1969 avsatt i en militärkupp och ersattes av överste Muammar al-Gaddafi som sedan dess har varit Libyens de facto-ledare och diktator.

## Krigets gång

### Bakgrund och inledande skede
Sedan tunisiern Mohammed Bouazizi tänt eld på sig själv i protest mot att den lokala polismyndigheten beslagtagit hans grönsaksvagn startade i landet omfattande protester mot dess ledare Zine El Abidine Ben Ali vilka ledde till att den senare så småningom fick avgå. Det som senare skulle komma att kallas den Arabiska våren spred sig vidare till Egypten där även Hosni Mubarak snart fick lämna ifrån sig makten. Torsdagen den 17 februari  utlystes i Libyen, precis som förekommit i andra afrikanska stater, en "Vredens dag", varvid cirka 13 personer dödades. De kommande dagarna tilltog våldet mot civila då legosoldater och helikoptrar sattes in för att stävja protesterna. I samband med detta deserterade två piloter tillsammans med justitieministern Mustafa Mohamed Abud Al Jeleil vilket ökade protestanternas legitimitet och fick flera individer att gripa till vapen för att göra motstånd - något som tidigare inte inträffat i andra länder. På rådhuset i Benghazi hissades snart den tidigare monarkins flagga som genast kom att bli en symbol för oppositionen.

### Protesterna blir inbördeskrig
Protesterna utvecklades till att omkring den 23 februari bli ett fullskaligt inbördeskrig där rebellerna snart tog kontroll över den östra delen av landet. Man trängde sedan allt längre västerut och huvudstaden Tripoli skakades av protester. Gaddafi gjorde flera TV-framträdanden där han bland annat påstod att "hela mitt folk älskar mig" och att "de skulle dö för att skydda mig". Han tillbakavisade också gång på gång att han hade för avsikt att lämna Libyen. Samtidigt bildades i Benghazi nu också det Nationella övergångsrådet (även kallat Nationella Libyska rådet) under ledning av den före detta justitieministern Mustafa Mohamed Abud Al Jeleil.

### Krigslyckan vänder, Gaddafi sätter in Flygvapnet
I början av mars vände krigslyckan igen då Gaddafi satte in flygvapnet mot oppositionen vilket ledde till ett tillbakapressande av rebellerna långt österut. Snart var flertalet städer åter under Gadaffis kontroll och Benghazi starkt hotat varvid ledaren menade att "Vi kommer i natt [till Benghazi] och det kommer inte att visas någon barmhärtighet". Regimen var starkt optimistisk och trodde sig snart ha kontroll över alla städer.

### FN-resolution 1973, rebellerna får hjälp
Redan den 28 februari föreslog Storbritanniens premiärminister David Cameron en flygförbudszon över Libyen för att förhindra Muammar al-Gaddafi från att flyga in legosoldater och för att förhindra militära flyginsatser mot civilpersoner. Flera länder indikerade att de skulle stödja ett flygförbud om det stöddes av FN. Den 7 mars bekräftade en anonym FN-diplomat till AFP att man arbetade på ett förslag till säkerhetsrådet och den 17 mars antogs resolutionen. Denna resolution skulle komma att markant ändra förloppet och när det franska flygvapnet angrep Gaddafis trupper stoppades framryckningen i tid för att kunna påverka krigets utgång. Flera länder, däribland Sverige som gjorde sin första flyginsats på många år, deltog i den NATO-leda insatsen mot regimen och den utländska koalitionen fick snart luftherraväldet över landet. Striderna böljade därefter fram och tillbaka utan någon större förändring.

### Slutskede
I augusti började rebellerna rycka fram mot Tripoli men mötte här starkt motstånd. Styrkorna lyckades dock etablera sig i kustområdet väster om Tripoli, vid gränsen mot Tunisien, vilket öppnade en ny front. Under augusti månad rörde man sig sedan allt närmare huvudstaden och den 19 augusti bombade NATO Tripoli, vilket blev början till slutstriden. Den 21 augusti utbröt eldstrider inne i Tripoli, det symboliskt viktiga Gröna torget intogs, och dagen därpå uppgavs att rebellerna hade kontrollen över 80% av staden. Snart var nästan alla motståndsfickor eliminerade och enbart Bani Walid och Sirte höll stånd. Den 20 oktober erövrades Sirte och Gaddafi dödades i samband med en flygattack mot hans konvoj. Tre dagar senare, 23 oktober 2011, förklarade rebellerna Libyen befriat.

## Stamtillhörighet
Ungefär fram till tiden för Gadaffis statskupp 1969 hade stamledarna haft en stark ställning. Den nye ledaren  gjorde därefter allt för att försvaga dem och ersätta dem med sina egna anhängare. Det lyckades delvis, bland annat blev  militären indelad efter stamtillhörighet - allt för att splittra armén som därmed inte skulle bli stark nog att genomföra en ny statskupp. Flygvapnet styrdes dock helt och hållet av Gadaffis egen stam - Gadaffa.
Missnöjet över att Gadaffistammen gynnats vid tillsättning av offentliga jobb var stort i de övriga stammarna och av de tjugo största tog under inbördeskriget en efter en avstånd från Gadaffi. De flesta stammarna hade egentligen aldrig stöttat "Revolutionens ledare", mera stillatigande endast accepterat läget som uppstått efter statskuppen, allt enligt tidningen The National i Abu Dhabi.

Folkslag och dess områden i Libyen (genom data från CIA 1974) är följande:
Araber och arabiserade berber, berber, tuareger, tubuer (toubouer) och obebott område (grått)

Den största stammen, Warfalla, omfattande en miljon libyer - en sjättedel av befolkningen, förklarade ganska snart under inbördeskriget att den inte längre stödde Gadaffi. En framträdande medlem hos den näst största stammen, Maghariba, den tidigare premiärministern Abdel Salam Jallud (som en gång var tvåa i rang efter Gadaffi), gick i exil 1994, men kom under inbördeskriget tillbaka till Libyen och nämndes snart som en trolig framtida övergångsledare för landet.
Stammen Zawhiya, med säte väster om huvudstaden Tripoli, sades stå oppositionella Warfalla nära. Ledaren för Zintanstammen, söder om Tripoli, uppmanade också han stammens medlemmar att stödja revolten. Dagen efter den förra premiärministern och Magharibastammedlemmen Abdel Salam Jallud flykt utomlands, söndagen den 21 augusti 2011, uppmanade han Gaddafis egen stam Gaddafa till avståndstagande från sin ledare.

## Reaktioner
International Federation for Human Rights kritiserade 27 februari Gaddafi för att använda sig av den "brända jordens taktik": 
| ” | Det finns skäl att befara att han faktiskt har beslutat att till stor del likvidera, där han fortfarande kan, libyska medborgare som reste sig mot hans regim, och vidare, att systematiskt och urskillningslöst kuva civilbefolkningen. Handlingarna kan betecknas som brott mot mänskligheten, definierat i artikel 7 i den internationella brottmålsdomstolens Romstadga. | „ |

I Latinamerika fördömde tolv länder våldet som användes för att slå ner civilpersoners demonstrationer med krav på Gaddafis avgång. Venezuelas president Hugo Chávez meddelade att den libyska ledaren står inför ett inbördeskrig; samt "Jag kommer inte att fördöma honom (Gadhafi)". Han sade att en kampanj med lögner förs mot Libyen; då flera länder fördömer våldet mot demonstranter menar Chavez att dessa "kanske har information som vi saknar". Nicaraguas president Daniel Ortega sa att regimen söker dialog men [de] försvarar landets enighet så att det inte splittras och så att inte anarki uppstår; "Nicaragua, min regering... och vårt folk är med dig i dessa strider."
Tysklands förbundskansler Angela Merkel sa att överste Gaddafis i ett tv-tal 22 februari var "mycket, mycket skrämmande" och "[förklarade] krig mot sitt eget folk".
Shaykh Yûsuf al-Qaradâwî utfäste 21 februari en fatwa som påkallade att Gaddafi skulle dödas. Gaddafi sades ha hyrt in utländska legosoldater för att försvara sitt styre.
Muammar al-Gaddafi anklagade sina motståndare för att vara under påverkan av hallucinogen i drycker och piller. Särskilt ska substanserna ha funnits i mjölk, kaffe och Nescafé. Han hävdade att Usama bin Ladin och Al-Qaida spridde dessa droger. Alkohol och USA klandrades för upproren i Libyen. Revolten är enligt Gaddafi också en kolonialistisk sammansvärjning av andra länder, främst USA, Frankrike och Storbritannien, för att erövra landets olja och förslava det libyska folket. Han svor att han hus efter hus skulle rensa Libyen tills han krossat upproret. De som inte "älskar" honom "förtjänar inte att leva".
Sveriges regering var delad i uppfattningen om man skulle erkänna Nationella övergångsrådet (Nationella libyska rådet) eller inte. Folkpartiet ville erkänna Nationella libyska rådet (Nationella övergångsrådet) medan Kristdemokraterna, Centerpartiet och Moderaterna ställde sig avvaktande.

## FN:s säkerhetsråds resolution 1973

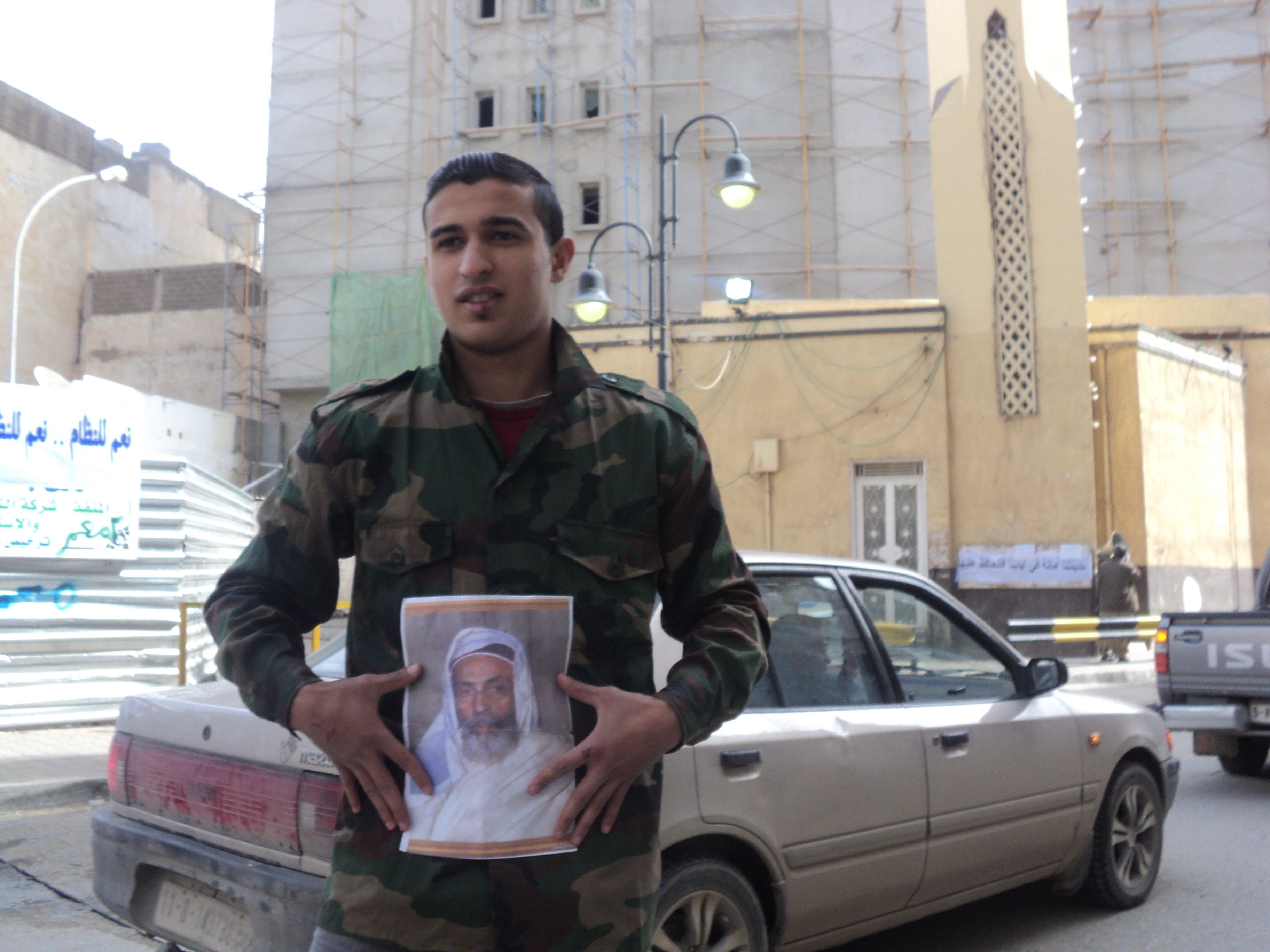
En Benghazimedborgare visar en bild av Libyens förra kung, Idris I.

Storbritanniens premiärminister David Cameron föreslog 28 februari en flygförbudszon över Libyen för att förhindra Muammar al-Gaddafi från att flyga in legosoldater och för att förhindra militära flyginsatser mot civilpersoner. Flera länder indikerade att de skulle stödja ett flygförbud om det stöddes av FN. USA:s försvarsminister Robert Gates var först skeptisk till flygförbudet och varnade USA:s kongress att en flygförbudszon måste inledas med en attack mot Libyens luftförsvar. Ryssland och Kina, båda med vetorätt i säkerhetsrådet, indikerade att de motsatte sig genomförandet av en flygförbudszon.
En FN-diplomat bekräftade 7 mars anonymt till Agence France-Presse, att Frankrike och Storbritannien tillsammans arbetade på ett förslag till en FN-resolution om flygförbudszonen över Libyen. Arabförbundets utrikesministrar beslutade vid ett möte 12 mars att be FN upprätta en flygförbudszon över Libyen. Vid samma tid meddelade rebellerna att en flygförbudszon allena inte skulle vara tillräcklig eftersom majoriteten av bomberna sköts från stridsvagnar och raketer, inte flygplan. När Gaddafis trupper snabbt närmade sig Benghazi ändrade sig USA och uttryckte sitt stöd för planerna på en flygförbudszon.
FN:s säkerhetsråds resolution 1973, som bland annat auktoriserade flygförbudszonen, antogs 17 mars 2011 med tio röster för, ingen emot och fem nedlagda. Resolutionen förbjöd därmed alla flyg i Libyskt luftrum för att skydda civilbefolkningen.

### Militäroperationen
Flera av de deltagande länderna hade egna namn på sin del av FN-sanktionerade militära insats i Libyen.
- Operation Unified Protector var namnet på den samlade operationen ledd av Nato.

- Operation Odyssey Dawn var det namnet den amerikanska delen av operationen i Libyen.

- Operation Ellamy var den brittiska militärens namn på sin operation.

- Operation Harmattan som Frankrikes militär använder var taget från namnet på en torr, dammig västafrikansk vind.

- Operation MOBILE var Kanadas namn på sin operation, där M står för Medelhavet. Ordet skulle fungera både på engelska och franska, eftersom Kanada är ett tvåspråkigt land.

- Operation Karakal var Sveriges namn på sitt deltagande, där namnet karakal skulle visa en koppling till Sverige, då det är ett namn på ett libyskt djur som liknar det svenska lodjuret. Sveriges insats i Libyen var också känd under begreppet Flyginsats Libyen(FL01).

## Krigsbrott
26 februari 2011 beslutade FN:s säkerhetsråd med resolution 1970 att hänskjuta Muammar al-Gaddafi till den internationella brottmålsdomstolen ICC på grund av "vitt spridda och systematiska attacker" på libyska medborgare, som protesterade mot regeringen under de första veckorna av revolutionen 2011. Ett enhälligt säkerhetsråd har aldrig tidigare hänskjutit ett statsöverhuvud till ICC. Rådet beslutade också att förbjuda vapenhandel med Libyen, att frysa Gaddafi-familjens tillgångar utomlands samt införa ett internationellt reseförbud för 16 libyska medborgare. Samma vecka vände sig Libyens representation i FN mot regimen i hemlandet. Den tillförordnade ambassadören till FN, Ibrahim Dabbashi sa att hans stab från och med nu arbetar för det Libyska folket. Han anklagade Gaddafi för folkmord och uppmanade världens ledande makter att förbjuda flygtrafik över Libyen. ICC beslutade 2 mars att starta en utredning om brott mot mänskligheten i Libyen. Syftet var att utöva påtryckningar mot ledande personer i Gadafis omgivning så att de tänker efter noga innan de följer Gaddafi i handlingar som kan utgöra krigsbrott. Interpol utfärdade 4 mars "en internationell varning gällande  Libyens ledare Muammar Gaddafi, hans familj och närmaste medarbetare" för att Gaddafi och andra i hans omgivning "anses vara inblandade i planeringen av attacker, inkluderande luftbombningar, på civilbefolkningen". Gaddafi-regimens attacker på demonstranter uppskattades den 5 mars 2011 av italiens utrikesminister Franco Frattini ha dödat 1000 människor, skadat flera tusen samt tvingat tiotusentals att fly från landet.
Den 16 maj 2011 begärde ICC-åklagaren Luis Moreno-Ocampo att ICC:s domare skulle utfärda arresteringsorder för Muammar Abu Minya Gaddafi, Saif Al Islam Gaddafi och chefen för Mukhabarat el-Jamahiriya, Libyens hemliga polis, Abdullah Al Sanousi, gällande brott mot mänskligheten. Arresteringsordern utfärdades av domstolen 27 juni 2011, gällande två brott mot mänskligheten: mord och förföljelser, från 15 februari 2011 och framåt. Libyen har inte ratificerat Romstadgan och erkänner därmed inte domstolens auktoritet.
ICC bekräftade 9 juni 2011 att Muammar al-Gaddafi har beordrat sina soldater till massvåldtäkter av libyska kvinnor och att bevis finns för att soldater har blivit tilldelade viagra för att uppmuntra våldtäkter som straffmetod. Åklagaren Luis Moreno-Ocampo sa att våldtäkt är en ny taktik, "vi hade tvivel till att börja med men är nu övertygade".
Enligt The Observer 18 juni 2011 visar beslagtagna dokument att Gaddafis generaler har beordrat att Misrata ska bombarderas och att befolkningen där ska svältas och att skadade rebeller ska jagas, vilket strider mot Genèvekonventionerna. Oppositionens krigsbrottsutredare hävdar att en order från Gaddafi påkallar att "Misrata ska utplånas" och att "det blå havet ska göras rött med invånarnas blod". De stämplade och signerade dokumenten ska överlämnas till ICC.

## Avhoppare
Justitieminister Mustafa Mohamed Abud Al Jeleil
Hoppade av den 22 februari 2011. Den 26 februari 2011 utsågs Mustafa Mohamed Abud Al Jeleil till ledare för det Nationella libyska rådet.
Inrikesminister Abdul Fatah Younis
Abdul Fatah Younis (alternativ stavning: Abdel Fattah Younes) har hoppat av till oppositionen den 22 februari 2011. Var chockad över Gaddafis agerande. Blev rebellernas ÖB och blev mördad den 28 juli 2011.
Libyens riksåklagare Abdul-Rahman al-Abbar
Libyens riksåklagare Abdul-Rahman al-Abbar har också lämnat sin position och gått till oppositionen. Han hoppade av den 25 februari 2011.
Centralbankschefen Farhat Omar Bengdara
Centralbankschefen Farhat Omar Bengdara har hoppat av och den 9 mars 2011 meddelar han att han är i Turkiet. Lojal mot rebellerna och blockerade pengaöverföringar till regimen innan sanktionerna var på plats.
Libyens utrikesminister Mussa Kussa
30 mars 2011 meddelade Storbritanniens Foreign and Commonwealth Office att Libyens utrikesminister Mussa Kussa hade anlänt till London och att han inte längre önskade representera regimen i Tripoli. Han avsåg att avgå, eftersom han inte stödde den libyska arméns attacker på civilbefolkningen. 31 mars meddelade utrikesminister William Hague att Kussa befann sig på ett säkert ställe i landet och att han inte skulle få diplomatisk immunitet.
Mussa Kussa hade lämnat Tripoli med bil och anlänt i Tunis huvudstad i Tunisien 28 mars, via gränskontrollen Ras Ejder, enligt en tunisisk regeringstalesman via den tunisiska pressbyrån Tunis Afrique Presse som sa att Kussa hade anlänt dit på ett "privat besök". 30 mars lämnade han Djerba på ett Schweiz-registrerat privatplan. Han anlände till flygplatsen i Farnborough, England. Enligt libyska källor var han på ett diplomatiskt uppdrag..
Kussa tjänstgjorde 1980 som Libyens ambassadör i London och var underrättelsechef i Libyen mellan 1994 och 2009. I mars 2009 efterträdde han Abdel Rahman Shalgham som utrikesminister. Han  har tidigare kallats den libyska ledaren Muammar al-Gaddafis högra hand. Han verkade som de facto ambassadör i London 1979. Kussa utvisades han från Storbritannien 1980, efter att han förespråkat avrättningar av libyska dissidenter i exil och sagt att han beundrar IRA. Han hade en nyckelroll i förhandlingarna 2001 om Libyens kompensation till familjer som drabbats av två följande terrordåd; när ett flygplan sprängdes 21 december 1988 över Lockerbie i Skottland och när ett flygplan (UTA Flight 772) sprängdes 19 september 1989 över Saharaöknen nära städerna Bilma och Ténéré i Niger.
Tidigare utrikesministern och ordförande i FN:s generalförsamling Ali Treiki
Ali Treiki, tidigare utrikesminister och ordförande i FN:s generalförsamling lämnade 3 april 2011 Libyen och sina plikter som rådgivare åt Gaddafi utan att utlova stöd för oppositionen.
Oljeministern Shukri Ghanem
Oljeministern Shukri Ghanem har den 14 maj 2011 flytt från Libyen till Tunisien. Det är en nyckelperson som åtnjuter respekt i båda lägren, enligt Sveriges utrikesminister Bildt.
Förra premiärministern Abdel Salam Jalloud
Han hoppade av lördagen den 20 augusti. Söndagen den 21 augusti 2011 uppmanade den förre libyske premiärministern Abdel Salam Jalloud  i tv-kanalen al-Jazira Tripolis befolkning att resa sig mot Gaddafi och ansluta sig till de framryckande rebellerna.
Övriga avhoppare
Flera höga militärledare har också hoppat av till oppositionen, inklusive generalmajor Suleiman Mahmoud', brigadgeneral Musa'ed Ghaidan Al Mansouri, brigadgeneral Hassan Ibrahim Al Qarawi och brigadgeneral Dawood Issa Al Qafsi.
Två piloter i det libyska flygvapnet flög sina Mirage F1 jetstridsplan den 21 februari 2011 till Malta, och ansökte där om asyl. Detta efter att ha vägrat följa ordern om att bomba civilbefolkning i Benghazi som protesterade mot Gaddafi-regimen.
Gaddafis EU-ambassadör Hadeiba al-Hadi hoppade av den 26 maj 2011.

## Oljekontrakt
Den 21 mars 2011 hotade oljeminister Shokri Ghanem med att riva kontrakten med Statoil och andra oljebolag i väst. Detta om de vägrade att omedelbart återuppta oljeproduktionen i landet. Oljebolagen hade svårt att välja sida i konflikten. De satt fortfarande på två stolar den 22 mars 2011 när de inte kunde välja mellan Gaddafiregimen och rebellerna.
Ledaren för Nationella libyska rådet, Mustafa Abdul Jalil, utlovade oljekontrakt till företag från de länder som deltagit i Internationella militärinsatsen mot Libyen.
Den 4 juni 2011 uppgav Gaddafiregimen att Nato hade bombat oljekällor. Rebellerna å sin sida uppgav att Gaddafis militär hade beskjutit oljekällorna.